# Władysław Szpilman
Władysław Władek Szpilman (IPA: [vwaˈdɨswaf ˈʂpilman]) (Sosnowiec, 5 dicembre 1911 – Varsavia, 6 luglio 2000) è stato un compositore e pianista polacco di origine ebraica.
Rinchiuso nel ghetto di Varsavia, scampò ai campi di sterminio nazisti grazie ad amici che lo nascosero, divenendo uno dei più famosi Robinson di Varsavia. Dal 1945 al 1963 fu direttore dei programmi musicali alla Radio polacca

## Biografia

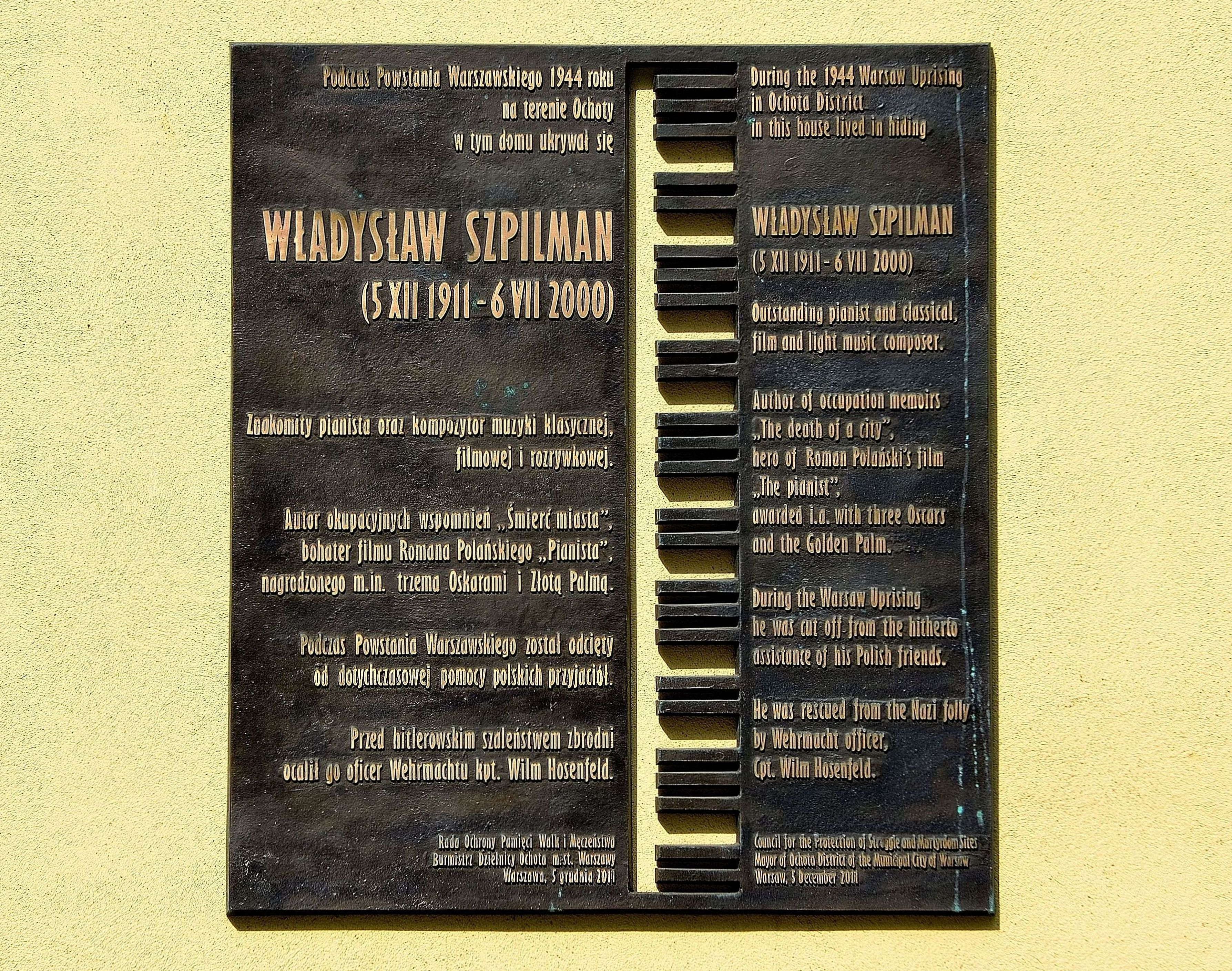
Lapide commemorativa sulla casa di Aleja Niepodległości

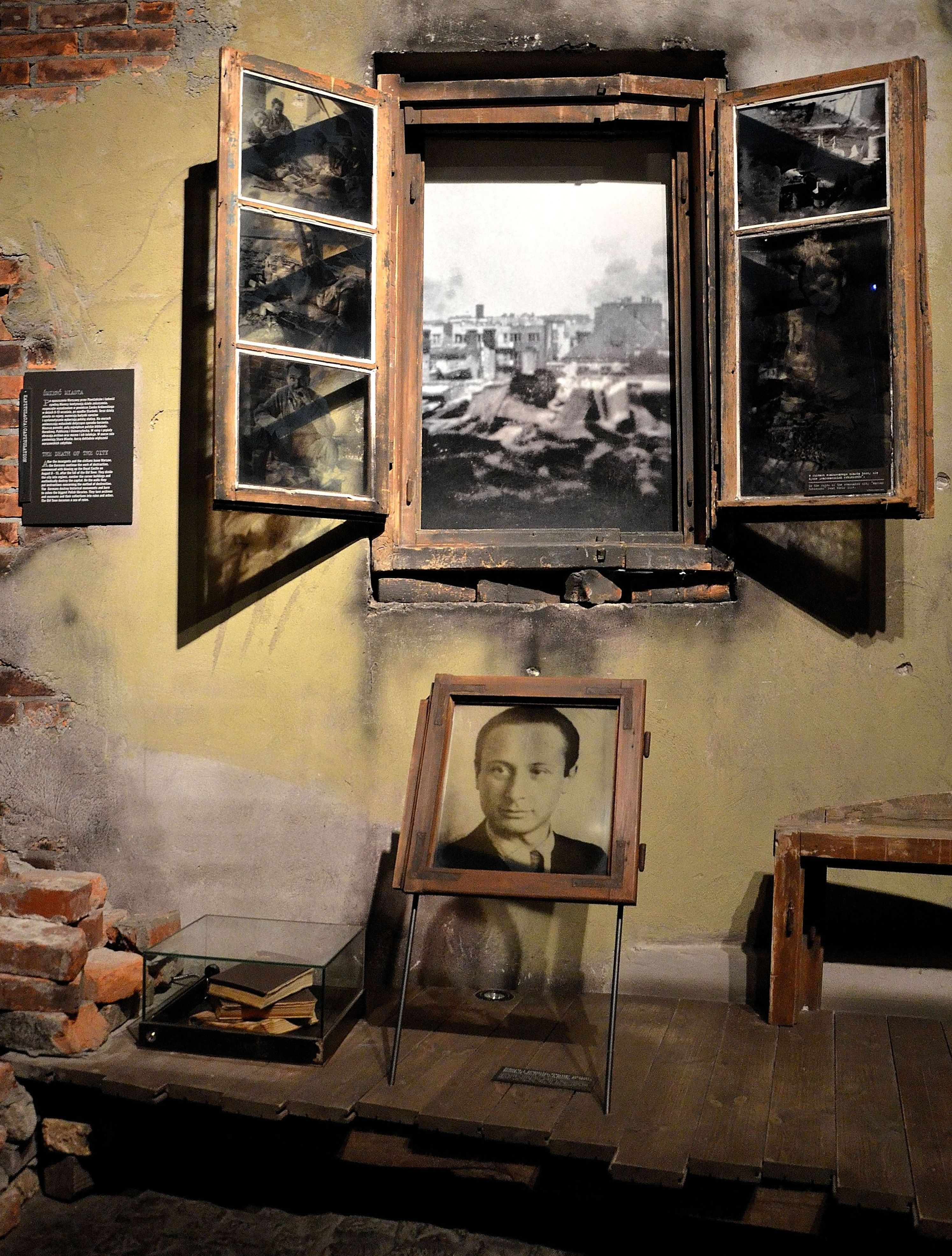
Esposizione su Władysław Szpilman al Museo di Varsavia

Władysław Szpilman nacque il 5 dicembre 1911 nella città polacca di Sosnowiec, in una famiglia ebrea di musicisti: il padre era violinista, la madre pianista. Studiò all'Accademia Chopin di Varsavia con due allievi di Franz Liszt: Jozef Smidowicz e Aleksander Michalowski. Ottenne una borsa di studio dal 1931 al 1933 presso l'Accademia delle Arti di Berlino, presso la quale studiò pianoforte con Leonid Kreutzer e Artur Schnabel e composizione con Franz Schreker.
Tornato a Varsavia, suonò dal 1935 il pianoforte per la Radio polacca e iniziò a suonare insieme al violinista Bronisław Gimpel, con il quale costituì il Quintetto di Varsavia. Compose quindi le sue prime opere sinfoniche: un concerto per violino, un concerto per pianoforte e orchestra, la suite per pianoforte Zycie Maszyn (La vita delle macchine), nonché colonne sonore per film, lieder e chansons.
L'attività di pianista cessò bruscamente il 23 settembre 1939, durante un bombardamento di Varsavia da parte dell'aviazione tedesca. In quanto ebreo, subì le umiliazioni e le privazioni dovute alla politica antisemita dell'occupante nazista e fu rinchiuso insieme ai familiari nel ghetto di Varsavia. Riuscì fortunosamente a sopravvivere sino alla liberazione della città nel 1945, vicende trattate nell'autobiografia di Szpilman e nel film Il pianista. Nel ghetto di Varsavia la casa degli Szpilman era in Via Sliska, in quello che poi divenne lo Świętokrzyski Park. La casa era al confine orientale del ghetto. La zona, prima delle distruzioni del 1944, era attraversata da un dedalo di vicoli e stradine.
Dopo il 1945 suonò coi violinisti Bronisław Gimpel, Henryk Szeryng, Ida Haendel, Tadeusz Wronski e Roman Totenberg. Negli anni '50 compose una cinquantina di canzoni per bambini ricevendo per queste, nel 1955, il Premio dell'Unione dei Compositori della Polonia.

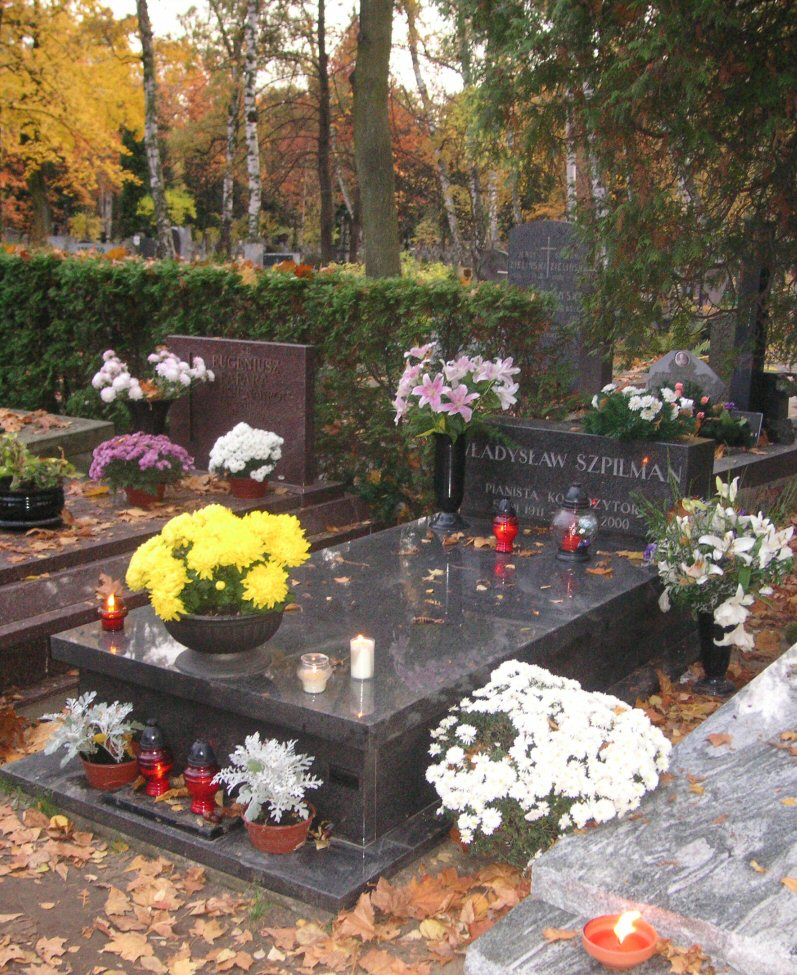
Tomba di Władysław Szpilman a Varsavia

Nel 1961 organizzò il Festival internazionale della canzone di Sopot, oltre ad essere l'ideatore dell'Unione degli Autori di Musica popolare della Polonia.
Assieme al Quintetto di Varsavia - formato da Gimpel (primo violino), Wronski (secondo violino), Stefan Kamasa (viola) e Aleksander Ciechanski (violoncello) - tenne circa 2 500 concerti in tutto il mondo, prima di ritirarsi nel 1986 per dedicarsi alla composizione.
In carriera scrisse diverse sinfonie, mezzo migliaio di canzoni (di cui 150 di grande successo), e musiche per film e di trasmissioni radiofoniche.
Morì a Varsavia il 6 luglio 2000, all'età di 88 anni.

## Il pianista: il libro e il film
Szpilman scrisse un libro autobiografico (Una città muore ovvero Il pianista), che venne pubblicato la prima volta in Polonia nel 1946. Nel 1998 suo figlio scoprì una copia del libro, che fece ristampare in tedesco con il titolo Das wunderbare Überleben, aggiungendo parti del diario dell'ufficiale tedesco Wilm Hosenfeld e una postfazione di Wolf Biermann. Ne fu tratto il film omonimo diretto da Roman Polański, uscito nel 2002, vincitore della Palma d'oro al 55º Festival di Cannes e di tre premi Oscar, quali migliore regia a Polański, miglior attore a Adrien Brody (per il ruolo di Szpilman) e migliore sceneggiatura non originale a Ronald Harwood.